# Jan van Nijenrode
Jan van Nijenrode ook wel Johan (ca.1385 - 1 juli 1454) was heer van Nijenrode, De Lier, Zouteveen, Waterland en erfmaarschalk van Gooiland.

## Levensloop
Hij was een zoon van Otto van Nijenrode en Helwig/Hedwig van Vianen, een dochter van Gijsbert van Vianen. Op 16 augustus 1416 werd Jan vermeld als "knape" in een akte onder diverse edelen die Jacoba van Beieren trouw zweren als "landvoogdes". Hij zou echter tussen 1416-1420 van kamp wisselen en trouw zijn aan Jan VI van Beieren. Vanaf 1420 krijgt hij de functie van rentmeester in Gooiland; hij geeft deze positie in 1424 aan zijn broer Splinter van Nijenrode.
Op 8 september 1438 werd Jan officieel benoemd tot erfmaarschalk van Gooiland in Naarden. In de volgende maanden ontstaat er discussie over de zeggenschap van het Naarderbos tussen Jan en de Gooise magistraten. Tijdens zijn bewind kwam het Huis Nijenrode weer sinds lange tijd uit de schulden.
Jan was op jonge leeftijd verloofd met Eleanora van Borselen-Sint Maartensdijk, maar om onduidelijke redenen vond er geen huwelijk plaats. Op 14 augustus 1412 huwde hij met Ida van Bylandt (1390-1458), haar vader Dirk van Bylandt-Doornenburg schonk een bruidsschat van 3.000 Rijnse guldens. Ze kregen minstens twee zonen:
- Gijsbrecht III van Nijenrode (1415-1476)
- Johan van Nijenrode (1420-1476), huwde Elsabe van Darthuizen